# アーザーデガーン・リーグ
アーザーデガーン・リーグ（英語: Azadegan League, ペルシア語: ليگ آزادگان）は、イランにおけるプロサッカーの2部リーグである。シーズン終了後、上位クラブはペルシアン・ガルフ・プロリーグ（1部）に昇格する。

## 歴史
イラン革命後、初の全国リーグが1989年にゴドゥス・リーグという名称で始まった。このリーグではエステグラルがリーグ王者となった。
1991年、全国リーグはイラン・イラク戦争から帰還した捕虜を称え、ペルシア語で逃げてきた人々を意味するアーザーデガーン・リーグと名付けられた。リーグ参加クラブ数は年々増えていった。最初の4シーズンはパス・テヘランやサイパが優勝を分け合っていた。パス・テヘランとエステグラルはリーグ戦で優勝し、1990年代にアジアクラブ選手権に参加していた。90年代中盤にはペルセポリスやエステグラルがリーグ優勝を果たし、1995年から2001年まではペルセポリスとエステグラルが優勝を分け合っていた。
2001年まで、アーザーデガーン・リーグはイランの国内最上位サッカーリーグだったが、イランサッカー連盟は2001年に新たにプロリーグのペルシアン・ガルフ・プロリーグを創設し、国内の最上位リーグとする事を決定した。以降、アーザーデガーン・リーグは国内の2部リーグへと格下げされる事になった。

## 大会形式
アーザーデガーン・リーグは、さらに14クラブずつ2つのリーグに分かれる。それぞれのリーグの上位2チームが来シーズンの昇格をかけてホーム・アンド・アウェー方式で昇格プレーオフを戦う。昇格プレーオフ上位2チームが、来シーズンのペルシアン・ガルフ・プロリーグ参加権を獲得する。なお、この昇格プレーオフの最上位チームがそのシーズンのリーグ優勝クラブとなる。
各リーグの下位2チーム、合計4チームはリーグ2（3部）へと降格となる。また、年度によっては上記の形式でプレーオフが行われず、中立地開催の1回戦制の試合となる事もある。リーグ2の2つのリーグの上位2チームは、翌シーズンにアーザーデガーン・リーグへと昇格する。

## ハズフィー・カップ
アーザーデガーン・リーグに参加している全てのクラブは、イランの国内カップ戦であるハズフィー・カップへの参加権を得ており、仮にアーザーデガーン・リーグのクラブがハズフィー・カップで優勝した場合、AFCチャンピオンズリーグへの出場権を獲得する事が出来る。しかし、アーザーデガーン・リーグが2部リーグへと格下げになった2001年以降、リーグから優勝クラブは出ていない。

## 所属クラブ
2014-15シーズン

### グループA
| クラブ名                       | ホームタウン         |
| ------------------------------ | -------------------- |
| アルミニウム                   | バンダレ・アッバース |
| エステグラル・アフヴァーズ     | アフヴァーズ         |
| ファジュル・セパーシー         | シーラーズ           |
| フーラード・ノーヴィン         | アフヴァーズ         |
| ギティ・パサン                 | エスファハーン       |
| イーラーンジャヴァーン         | ブーシェフル         |
| メス・ケルマーン               | ケルマーン           |
| ナフト・ガックサラン           | ガックサラン         |
| ナサージー                     | カエム・サヒール     |
| Niroo Zamini                   | テヘラン             |
| シャフルダーリー・アルダビール | アルダビール         |
| Yazd Louleh                    | ヤズド               |

### グループB
| クラブ名                               | ホームタウン         |
| -------------------------------------- | -------------------- |
| ダーマーシュ                           | ラシュト             |
| エトカー                               | ゴルガーン           |
| フーラード・ヤズド                     | ヤズド               |
| ゴル・ガハル                           | シルジャーン         |
| メス・ラフサンジャーン                 | ラフサンジャーン     |
| Parseh Tehran                          | テヘラン             |
| パス・ハマダーン                       | ハマダーン           |
| ラーヒーアーン・ケルマーンシャー       | ケルマーンシャー     |
| サナト・ナフト                         | アーバーダーン       |
| Siah Jamegan                           | マシュハド           |
| シャフルダーリー・バンダレ・アッバース | バンダレ・アッバース |
| シャフルダーリー・タブリーズ           | タブリーズ           |

## 歴代優勝クラブ

### 1部リーグ時代
- 1991-92: パス・テヘラン
- 1992-93: パス・テヘラン
- 1993-94: サイパ
- 1994-95: サイパ
- 1995-96: ペルセポリス
- 1996-97: ペルセポリス
- 1997-98: エステグラル
- 1998-99: ペルセポリス
- 1999-2000: ペルセポリス
- 2000-01: エステグラル

### 2部リーグ時代
- 2001-02: サナト・ナフト
- 2002-03: シャムーシャク・ノウシャフルFC
- 2003-04: サバー・バッテリー
- 2004-05: シャヒード・ガーンディー・ヤズド
- 2005-06: メス・ケルマーン
- 2006-07: シーリーン・ファラーズ
- 2007-08: ペヤーム・マシュハド
- 2008-09: スティール・アジン (A), トラークトゥール・サーズィー (B)
- 2009-10: シャフルダーリー・タブリーズ (A), ナフト・テヘラン (B)
- 2010-11: ダーマーシュ・ギーラーン[1]
- 2011-12: ペイカーン
- 2012-13: ゴスタレシュ・フーラード
- 2013-14: パディーデ・マシュハド
- 2014-15: フーラードBFC
- 2015-16: ペイカーン
- 2016-17: パールス・ジョノウビー・ジャム
- 2017-18: ナフト・マスジェデ・ソレイマーン
- 2018-19: ゴル・ガハル
- 2019-20: メス・ラフサンジャーン
- 2020-21: ファジュル・セパーシー
- 2021-22: マラヴァーンFC
- 2022-23: シャムス・アザールFC（英語版）

## 歴代得点王
| シーズン | 選手名                             | クラブ名                     | 得点数 |
| -------- | ---------------------------------- | ---------------------------- | ------ |
| 2001–02  | 不明                               | -                            | -      |
| 2002-03  | 不明                               | -                            | -      |
| 2003-04  | 不明                               | -                            | -      |
| 2004-05  | 不明                               | -                            | -      |
| 2005-06  | ホセイン・アブディー               | シャフルダーリー・アラーク   | 14     |
| 2006-07  | ファルハード・ヒールハヴァー       | ソルフプーシャーン           | 11     |
| 2007-08  | モハンマド・パルヴィーン           | スティール・アジン           | 15     |
| 2008-09  | アッバース・ポールホスラヴァーニー | ゴレ・ゴハル                 | 17     |
| 2009-10  | アリ・カリミ                       | シャフルダーリー・タブリーズ | 17     |
| 2010-11  | アフシーン・チャーヴォーシー       | ダーマーシュ・ギーラーン     | 13     |
| 2010-11  | モスタファ・ショジャーイー         | フーラード・ナタンズ         | 13     |
| 2010-11  | モスレム・フィールーザーバーディー | ゴレ・ゴハル                 | 13     |
| 2011-12  | バフマン・ターフマーセビー         | アルミニウム                 | 13     |